# キトロギア
キトロギア（CYTOLOGIA）は，細胞生物学や遺伝学関連の論文を掲載する英文科学雑誌。
1929年に藤井健次郎らによって創刊された。日本初の国際的学術雑誌で，現在は日本メンデル協会から発行されている。

## 歴史
キトロギアは1929年，東京大学名誉教授藤井健次郎を初代編集長（編集主幹）として創刊された。掲載する論文の言語は，英語，ドイツ語，フランス語に限られており，日本語の論文は認められなかった。名実ともに，我が国初の国際的な科学雑誌である。
藤井は24年間編集長を務め，数多くの優れた論文をキトロギアに掲載し，その国際化と発展に大きく貢献した。また，女性として日本初の理学博士となった保井コノ（お茶の水大学教授）が，庶務･会計面を担当し，藤井を補佐した。キトロギアの刊行は，実業家である和田豊治が創設した和田薫幸会が財政的援助を行い，現在まで続いている。
1953年から国際細胞学会がキトロギアの発行母体となり，1990年からは，日本メンデル協会がキトロギアの発行を担っている。編集長は，篠遠喜人，田中信徳，黒岩常祥，河野重行へと引き継がれ，現在は第6代目の日詰雅博が務めている。
初期には，主に，細胞遺伝学分野の論文が掲載されていたが，現在では，細胞生物学，遺伝学（分子遺伝学や発生遺伝学，エピジェネティックスなど）や進化生物学など，生物科学の幅広い分野を取り扱っている。なお，論文の使用言語は，現在，英語に統一されている。

## 代表的論文
キトロギアには，遺伝学の歴史にも刻まれる優れた論文が掲載されている。
木原均 (1893-1986) は，遺伝学的な解析から，「ゲノム」という概念を提唱者した世界的な研究者として知られているが，キトロギアへの熱心な投稿者でもあった。1929年の創刊号の巻頭を飾ったのは，木原のムギ類の異種間の染色体対合に関する論文である。
また，1930年に出版されたドイツ語で書かれた論文では，細胞遺伝学的な方法によって，生物間の系統関係を明らかにする「ゲノム解析」という手法を提唱している。
ジョージ･Ｗ. ビードル（George W. Beadle; 1903–1989）は，一遺伝子一酵素説を提唱した研究によりノーベル生理学・医学賞（1958年）を受賞し，生化学遺伝学という新たな分野を開拓した。ビードルも，数報キトロギアに寄稿しており，1932年には「減数分裂時に細胞分裂不全に関するトウモロコシの遺伝子」というタイトルの論文を発表した。ビードルは，大学院生のときには，トウモロコシを対象とした植物遺伝学の研究を行って，博士学位を取得している。この論文は，減数分裂が遺伝的に制御されていることを初めて発見したものであり，彼の学位論文とも関連している。ビードルの寄稿は，キトロギアが当時の最先端の研究者が発表する国際的科学ジャーナルであったことをよく示している。
最近では，木原の後継者である常脇恒一郎が，細胞遺伝学をリードしたコムギ研究の歴史とその遺伝的材料の来歴などをまとめた優れた総説を発表している。なお，この論文は，常脇が日本メンデル協会の第８回（2018）和田賞を受賞するきっかけともなっている。